# 蓉花山镇
蓉花山镇，是中华人民共和国辽宁省大連市庄河市下辖的一个乡镇级行政单位。

## 行政区划
蓉花山镇下辖以下地区：
职工社区、蓉花山村、德兴村、大岭村、马家村、双岭村、源发村、福阳村、前发村和东义村。